# Фотография в свадебном альбоме
«Фотогра́фия в сва́дебном альбо́ме» (телугу సాగర సంగమం, Sagara Sangamam) — индийский фильм-мелодрама 1983 года  режиссёра К. Вишванатха, снятый в оригинале на языке телугу. Главные роли исполнили Камал Хасан и Джая Прада. Премьерный показ состоялся на Индийском международном кинофестивале. Фильм был дублирован на тамильский язык под названием Salangai Oli и на язык малаялам, с большим успехом пройдя в южно-индийских штатах. Камал Хасан озвучивал все три версии. Картина принесла своим создателям 2 Национальных кинопремии, 3 Filmfare Awards South и премию критиков Азиатско-тихоокеанского кинофестиваля. Фильм входит в список «100 лучших индийских фильмов», составленный CNN-IBN.
Фильм был профессионально переведён, дублирован на русский язык и выпущен в широкий прокат СССР в январе 1986 года.

## Сюжет
Талантливый юноша Балакришна (Балу) из малообеспеченной семьи мечтает стать профессиональным танцовщиком классических индийских танцев в стилях кучипуди, бхаратанатьям, катхак. Однако ему, простому и честному по натуре, сложно пробиться в мире шоу-бизнеса, где для достижения успеха часто требуется поступиться моральными принципами. Однажды в одном из храмов его танец видит молодая приезжая девушка Мадхави. Молодые люди проводят много времени вместе, занимаясь классическими танцами. Мадхави восхищена талантом Балу и, будучи из обеспеченной семьи, помогает ему добиться возможности участвовать в фестивале классического танца.
За два дня до фестиваля от бедности и страданий умирает престарелая мать Балу. Юноша, очень любивший мать, морально опустошён и не в силах участвовать в фестивале. Постепенно Балу влюбляется в Мадхави, она отвечает взаимностью, но выясняется, что Мадхави — замужняя женщина, проживающая отдельно от мужа. Муж Мадхави приезжает за женой и пытается сохранить их брак. Мадхави принимает решение вернуться к мужу, а Балу жертвует своей любовью из уважения к институту брака.
Спустя много лет их судьбы снова пересекаются. Балу одинок и сломлен жизнью. Ему не удалось пробиться в мире шоу-бизнеса, он давно прекратил танцевать и стал критиком. Утрата возлюбленной для него равносильна потере интереса к жизни. Балу постепенно спивается, его здоровье ухудшается. Однажды неизвестная обеспеченная замужняя женщина начинает ему покровительствовать, пригласив его стать гуру (учителем, педагогом) своей дочери — начинающей талантливой танцовщицы Сайладжи. Балу соглашается и начинает заниматься с Сайладжей. Их занятия проходят нелегко, так как Балу слишком требователен к ученице в надежде добиться от неё наилучшего профессионального результата. Случайно Балу узнаёт, что мать Сайладжи — Мадхави. Во время одного из выступлений своей ученицы Балу видит её танцевальные успехи и умирает за кулисами.

## В ролях
| Актёр           | Роль                   |
| --------------- | ---------------------- |
| Камал Хасан     | Балакришна (Балу)      |
| Джая Прада      | Мадхави                |
| Сарат Бабу      | Рагупати, друг Балу    |
| С. П. Сайладжа  | Сайладжа, дочь Мадхави |
| Мохан Шарма     | муж Мадхави            |
| Dubbing Джанаки | мать Балакришны        |
| Сакши Ранга Рао | дядя Балакришны        |
| С. К. Мисро     | хореограф              |
| Потти Прасад    | слуга Мадхави          |
| Манджу Бхаргави | танцовщица             |
| Гита            | танцовщица             |
| Чакри Толети    | мальчик-фотограф       |

## Саундтрек
Все тексты написаны Ветури Сундарарама Мурти, вся музыка написана Илайяраджей.
| №                   | Название                           | Исполнители                           | Длительность |
| ------------------- | ---------------------------------- | ------------------------------------- | ------------ |
| 1.                  | «Baala Kanakamaya Chela»           | С. Джанаки                            | 3:48         |
| 2.                  | «Mounamelanoyi Ee Marapurani Reyi» | С. П. Баласубраманьям, С. Джанаки     | 4:22         |
| 3.                  | «Naada Vinodamu Natya Vilasamu»    | С. П. Баласубраманьям, С. П. Сайладжа | 3:56         |
| 4.                  | «Om Namah Shivaaya»                | С. Джанаки                            | 4:32         |
| 5.                  | «Thakita Thadimi»                  | С. П. Баласубраманьям                 | 4:30         |
| 6.                  | «Vedam Anuvanuvuna Nadam»          | С. П. Баласубраманьям, С. П. Сайладжа | 5:14         |
| 7.                  | «Vevela Gopemmala»                 | С. П. Баласубраманьям, С. П. Сайладжа | 4:14         |
| Общая длительность: | Общая длительность:                | Общая длительность:                   | 30:36        |

## Награды
- Премия критиков Азиатско-тихоокеанского кинофестиваля
- Национальная кинопремия за лучшую музыку к песне — Илайяраджа[4]
- Национальная кинопремия за лучший мужской закадровый вокал — С. П. Баласубраманьям — «Vedam Anuvanuvuna Nadam»[4]
- Filmfare Award за лучшую режиссуру в фильме на телугу — К. Вишванатх[5]
- Filmfare Award за лучшую мужскую роль в фильме на телугу — Камал Хасан[5][6]
- Filmfare Award за лучшую женскую роль в фильме на телугу — Джая Прада[5][7]
- Nandi Award за третий лучший художественный фильм[англ.][8]
- Nandi Award за лучшую мужскую роль[англ.] — Камал Хасан[8][9]
- Nandi Award за лучший женский закадровый вокал[англ.] — С. Джанаки[англ.] — «Venello Godhari Andham»[8][10]
- Nandi Award за лучший монтаж — Кришна Рао[8]
- Nandi Award за лучшую работу художника-постановщика — Тхота Тхарани[8]
- Nandi Award за лучший звук — А. Р. Сваминадхам[8]